# Pârâul Cailor
Pârâul Cailor (în germană Pferdegraben) este un curs de apă, afluent al râului Moldova.

## Hărți
- Harta județului Suceava
- Harta Obcinele Bucovinene  Arhivat în 30 iulie 2009, la Wayback Machine.

1. ↑  „copie arhivă”. Arhivat din original la 7 mai 2016. Accesat în 6 iunie 2016.